# Boks na Letnich Igrzyskach Olimpijskich 1980
Boks na Letnich Igrzyskach Olimpijskich 1980 – na letnich igrzyskach olimpijskich w roku 1980 startowano w 11 kategoriach wagowych: papierowej, muszej, koguciej, piórkowej, lekkiej, lekkopółśredniej, półśredniej, lekkośredniej, średniej, półciężkiej i ciężkiej. W dyscyplinie wzięło udział 271 zawodników, reprezentujących 51 państw, startowali wyłączenie mężczyźni. Medale zdobyli w sumie przedstawiciele 15 reprezentacji narodowych. Najwięcej medali zarówno złotych, jak i ogółem zdobyli pięściarze reprezentujący Kubę wyprzedając ZSRR i NRD.

## Hala
Turnieje bokserskie w ramach Letnich Igrzysk Olimpijskich w 1980 w Moskwie odbyły się na Sportowym Kompleksie Olimpijskim (Спорткомплекс Олимпийский), zbudowanym w Moskwie w 1980 specjalnie na igrzyska olimpijskie. Oprócz walk bokserskich odbyły się tu mecze w koszykówce. Obiekt ten był wówczas największą halą w Europie, pomiędzy trybunami mieści się pełnowymiarowe boisko do piłki nożnej, trybuny mają pojemność 16 tysięcy widzów, podczas meczów bokserskich na hale mogło wejść dodatkowo 17 tysięcy. W tym samym kompleksie sportowym znajdowała się również pływalnia, na której odbywały się konkursy pływackie oraz lodowisko hokejowe, które podczas Letnich Igrzysk Olimpijskich nie było areną zmagań sportowców.

## Wyniki

### Papierowa (-48 kg)
| Lp. | Państwo  | Zawodnik       |
| --- | -------- | -------------- |
| 1.  | ZSRR     | Szamil Sabirow |
| 2.  | Kuba     | Hipólito Ramos |
| 3.  | Bułgaria | Iwajło Marinow |
| 3.  | KRLD     | Lee Byong-uk   |

### Musza (48–51 kg)
| Lp. | Państwo  | Zawodnik              |
| --- | -------- | --------------------- |
| 1.  | Bułgaria | Petyr Lesow           |
| 2.  | ZSRR     | Wiktor Mirosznyczenko |
| 3.  | Irlandia | Hugh Russell          |
| 3.  | Węgry    | János Váradi          |

### Kogucia (51–54 kg)
| Lp. | Państwo   | Zawodnik              |
| --- | --------- | --------------------- |
| 1.  | Kuba      | Juan Hernández        |
| 2.  | Wenezuela | Bernardo José Piñango |
| 3.  | Gujana    | Michael Anthony       |
| 3.  | Rumunia   | Dumitru Cipere        |

### Piórkowa (54–57 kg)
| Lp. | Państwo | Zawodnik             |
| --- | ------- | -------------------- |
| 1.  | NRD     | Rudi Fink            |
| 2.  | Kuba    | Adolfo Horta         |
| 3.  | Polska  | Krzysztof Kosedowski |
| 3.  | ZSRR    | Wiktor Rybakow       |

### Lekka (57–60 kg)
| Lp. | Państwo | Zawodnik            |
| --- | ------- | ------------------- |
| 1.  | Kuba    | Ángel Herrera       |
| 2.  | ZSRR    | Wiktor Diemjanienko |
| 3.  | Polska  | Kazimierz Adach     |
| 3.  | NRD     | Richard Nowakowski  |

### Lekkopółśrednia (60–63,5 kg)
| Lp. | Państwo         | Zawodnik          |
| --- | --------------- | ----------------- |
| 1.  | Włochy          | Patrizio Oliva    |
| 2.  | ZSRR            | Sierik Konakbajew |
| 3.  | Kuba            | José Aguilar      |
| 3.  | Wielka Brytania | Tony Willis       |

### Półśrednia (63,5–67 kg)
| Lp. | Państwo | Zawodnik           |
| --- | ------- | ------------------ |
| 1.  | Kuba    | Andrés Aldama      |
| 2.  | Uganda  | John Mugabi        |
| 3.  | NRD     | Karl-Heinz Krüger  |
| 3.  | Polska  | Kazimierz Szczerba |

### Lekkośrednia (67–71 kg)
| Lp. | Państwo        | Zawodnik          |
| --- | -------------- | ----------------- |
| 1.  | Kuba           | Armando Martínez  |
| 2.  | ZSRR           | Aleksandr Koszkin |
| 3.  | Czechosłowacja | Ján Franek        |
| 3.  | NRD            | Detlef Kästner    |

### Średnia (71–75 kg)
| Lp. | Państwo | Zawodnik         |
| --- | ------- | ---------------- |
| 1.  | Kuba    | José Gómez       |
| 2.  | ZSRR    | Wiktor Sawczenko |
| 3.  | Polska  | Jerzy Rybicki    |
| 3.  | Rumunia | Valentin Silaghi |

### Półciężka (75–81 kg)
| Lp. | Państwo   | Zawodnik       |
| --- | --------- | -------------- |
| 1.  | Jugosłwia | Slobodan Kačar |
| 2.  | Polska    | Paweł Skrzecz  |
| 3.  | NRD       | Herbert Bauch  |
| 3.  | Kuba      | Ricardo Rojas  |

### Ciężka (+81 kg)
| Lp. | Państwo | Zawodnik          |
| --- | ------- | ----------------- |
| 1.  | Kuba    | Teófilo Stevenson |
| 2.  | ZSRR    | Piotr Zajew       |
| 3.  | NRD     | Jürgen Fanghänel  |
| 3.  | Węgry   | István Lévai      |

## Tabela medalowa
| Poz. | Państwo         |   |   |   | Łącznie |
| ---- | --------------- | - | - | - | ------- |
| 1    | Kuba            | 6 | 2 | 2 | 10      |
| 2    | ZSRR            | 1 | 6 | 1 | 8       |
| 3    | NRD             | 1 | 0 | 4 | 5       |
| 4    | Bułgaria        | 1 | 0 | 1 | 2       |
| 5    | Jugosławia      | 1 | 0 | 0 | 1       |
| 5    | Włochy          | 1 | 0 | 0 | 1       |
| 7    | Polska          | 0 | 1 | 4 | 5       |
| 8    | Uganda          | 0 | 1 | 0 | 1       |
| 8    | Wenezuela       | 0 | 1 | 0 | 1       |
| 10   | Rumunia         | 0 | 0 | 2 | 2       |
| 10   | Węgry           | 0 | 0 | 2 | 2       |
| 12   | Czechosłowacja  | 0 | 0 | 1 | 1       |
| 12   | Gujana          | 0 | 0 | 1 | 1       |
| 12   | Irlandia        | 0 | 0 | 1 | 1       |
| 12   | Korea Północna  | 0 | 0 | 1 | 1       |
| 12   | Wielka Brytania | 0 | 0 | 1 | 1       |